# Tetrahidrokanabinol
Tetrahidrokanabinol, također poznat i kao THC, Δ9THC, Δ9-tetrahidrokanabinol (delta-9-tetrahidrokanabinol) ili dronabinol, glavna je psihoaktivna tvar pronađena u biljci Cannabis, a novije i u nekim drugim biljkama. Raphael Mechoulam i Yechia Gaoni prvi su izolirali THC 1964. godine na Weizmann institutu u Rehovotu u Izraelu. Na Cannmed konferenciji 2016. godine Raphaelu Mechoulamu je dodijeljena nagrada za životno djelo. U čistom obliku na hladnom je čvrst i staklast, a ugrijan postaje ljepljiv i viskozan. THC je vrlo slabo topljiv u vodi, ali vrlo topljiv u većini organskih otapala poput etanola ili heksana.  Kao i kod nikotina i kofeina, glavna funkcija THC-a u Cannabisu je najvjerojatnije zaštita biljke od štetočina. THC posjeduje svojstva visoke apsorpcije UV-B svjetla (280-315 nm) štiteći tako biljku od štetnog zračenja.

## Farmakologija
THC se u mozgu veže za specifični kanabinoidni receptor CB1. Prisutnost ovih specijaliziranih receptora u mozgu navela je istraživače na ideju unutrašnjih kanabinoida koje proizvodi tijelo. Krenula je potraga za tvarima koje normalno proizvodi mozak i vežu se za kanabinoidne receptore, takozvani prirodni agonist i ligand, što je dovelo do otkrića anandamida, 2-arachidonly glicerida (2-AG) i ostalih sličnih spojeva. Priča je slična kao i kod otkrića unutrašnjih opiata (endorfin, enkefalin, dinorfin) nakon što se shvatilo za koje receptore se vežu morfin i drugi opiati. Naknadno se pokazalo da kanabinoidi, preko trenutačno nepoznatog mehanizma, aktiviraju unutrašnje staze opiata preko μ1 opoidnog receptora, naglo oslobađajući dopamin u nucleus accumbens. Ovaj učinak može biti potisnut antagonistom rimonabantom (SR141716A) CB1 kanabinoidnog receptora ili kod opioidnih receptora antagonistom nalokson.
THC ima analgetička svojstva i pri malim dozama što je dovelo do mogućnosti liječenja boli medicinskim cannabisom. Mehanizam koji to omogućuje još nije u potpunosti poznat. Drugi učinci su poput relaksacije, euforije, promijenjena percepcija vremena i prostora, osjetljivost vizualnih, slušnih i njušnih živaca, dezorijentacija, eventualni umor i povećani apetit sve povezano sa stimulacijom CB1 receptora u središnjem živčanom sustavu (SŽS ili CNS). Povećani apetit je donekle objašnjen preko gastro-hipotalamičkog sustava. Aktivnost CB1 receptora u centru za glad u hipotalamusu čini hranu ukusnijom i prihvatljivijom, hormon za glad ghrelin povećava signale za glad kako hrana dospijeva u želudac. Tu su još neka svojstva koja spuštaju razinu agresije.
THC ima i aktivni metabolit, 11-hidroksi-THC koji također ima ulogu u analgetičkim i rekreacijskim učincima biljke.

### Toksičnost
Prema Merck indeksu, 12. izdanje, THC ima LD50 vrijednost od 1270 mg/kg (muški štakor) i 730 mg/kg (ženski štakor) uzeto oralnim putem rastopljeno u sezamovom ulju.
Kad bi se te vrijednosti računale prema odraslom čovjeku iznosile bi otprilike 50 i 86 g za 68 kg ženske ili muške osobe. To je ekvivalent za 1 do 1.8 kg cannabisa s 5% THC-a uzeto oralnim putem. LD50 vrijednost za štakore uzeto putem inhalacije iznosi 42 mg/kg tjelesne mase. Valja napomenut na studije toksičnosti kod životinjskih modela ne moraju nužno odgovarati toksičnosti u ljudskom organizmu. THC receptor raspodjele u središnjem živčanom sustavu štakora drugačiji je nego kod ljudi, što znači da postoji bitna mogućnost da se toksičnost u ljudi razlikuje od objavljenih životinjskih studija prema LD50. Ne postoji dokumentirana smrt povezana s predoziranjem marihuanom ili THC-om. Apsorpcija je ograničena serumskim lipidima koji mogu postati zasićeni THC-om, tako da prisutna topivost može ublažiti toksičnost.
Studije na temu raspodjele kanabinoidnih receptora objašnjavaju zašto je toksičnost THC-a tako mala, dijelovi mozga koji upravljaju vitalnim funkcijama poput dišnog (respiracijskog) sustava nemaju mnogo receptora, stoga su relativno nezahvaćeni i dozama daleko većim od prosječnih ili onih koje bi dospjele u organizam u normalnim uvjetima.

## Sintetički THC
Sintetički THC još je poznat pod imenom dronabinol, dostupan je kao lijek na recept (pod trgovačkim imenom Marinol) u nekoliko država uključujući SAD, Nizozemsku i Njemačku. U SAD-u, Marinol je tretiran kao ne narkotička droga s vrlo slabim rizikom za fizičku i mentalnu ovisnost, propisan na recept, na tzv. popisu III kontroliranih tvari. Iako je DEA 2002. prihvatila peticiju, cannabis se još uvijek ne tretira jednako kao Marinol. Marinol je odobrila FDA u terapijama anoreksije kod pacijanata s AIDS-om, kao i kod nekih glavobolja ili povraćanja za pacijente kemoterapije.
Analog dronabinolu, nabilon, dostupan je slobodno u Kanadi pod trgovačkim imenom Cesament kojeg proizvodi tvrtka Valeant. Cesament ja također dobio odobrenje FDA za buduću dostupnost u SAD-u u razini II kontroliranih tvari.
U travnju 2005. godine, Kanada je odobrila Sativex, raspršivač za usta za oboljele od multiple skleroze za olakšanje boli. Sativex sadrži tetrahidrokanabinol zajedno s kanabidiolom. Proizvodi ga tvrtka GW Pharmaceuticals i to je prvi lijek u svijetu zasnovan na kanabisu.

## Istraživanja
Mnoge studije uključuju medicinske mogućnosti THC-a u liječenju raka i AIDS-a, i to povećavajući apetit i smanjujući mučnine. Pokazao se od koristi i kod oboljih od glaukoma gdje snižava očni tlak. THC koriste i u obliku cannabisa kod mnogobrojnih pacijenata oboljelih od multiple skleroze. Odnedavno se cannabis preko medicinskog recepta koristi kod odraslih i maloljetnih pacijenata s poremećajima ADD-a i ADHD-a zbog svog opuštajućeg i umirujućeg efekta.
Neke studije su također pokazale i negativnu stranu THC-a povezanu s neprestanom i dugotrajnom uporabom koje uključuju gubitak kratkotrajnog pamćenja, međutim postoje studije koje opovrgavaju ove tvrdnje, tvrdeći da MRI kod dugotrajnih korisnika pokazuje vrlo male ili nikakve razlike spram MRI-a osoba koje nisu uzimale THC. Studije na temu učinaka kod dugotrajnog korištenja su manjkave zbog ilegalnog statusa droge što čini samo istraživanje otežanim.
Pripremna istraživanja sa sintetičkim THC-om kod pacijana oboljih od Tourettova sindrom pokazuju da bi THC mogao u velikoj mjeri pomoći u smanjenju živčanih tikova. 
Studije na životinjama s Marinolom i nikotinom pokazuju da bi mogli biti korisna dopuna neuroleptičnim lijekovima. Također, istraživanje na 12 pacijenata pokazuje da Marinol snižava tikove bez značajnih štetnih učinaka. Slično istraživanje je pokazalo iste rezultate kod 24 pacijenta u vremenu od 6 tjedana. 
Nedavna istraživanja sa sintetičkim kanabinoidom pokazuju da aktivacija CB1 receptora može uzrokovati neuroobnavljanje i neurozaštitu, a također i zaustaviti prirodnu degeneraciju kod neurodegenerativnih bolesti kao što su Parkinsonova bolest ili Alzheimer.
U in vitro eksperimentima s THC-om s izuzetno visokim koncentracijama (koje nisu dostupne u uobičajenoj konzumaciji) pokazalo se da uzrokuje inhibiciju određenih formacija koje uzrokuju Alzheimer, i to bolje nego trenutačno odobreni lijekovi.
Studija iz 1991. dokazala je kako se dizritmički poremećaji EEG smanjuju konzumiranjem kanabisa.
Studija iz 1975. pokazuje smanjenje tumora kod miševa, što je dokaz potencijalnom tretmanu protiv raka.

## Zakonska regulativa
Tetrahidrokanabinol i određeni stereoizomeri i stereokemijske inačice, vrsta su psihotropnih tvari. Uvršteni su u Hrvatskoj na temelju Zakona o suzbijanju zlouporabe droga na Popis droga, psihotropnih tvari i biljaka iz kojih se može dobiti droga te tvari koje se mogu uporabiti za izradu droga, pod Popis droga i biljaka iz kojih se može dobiti droga, pod 2. Popis psihotropnih tvari i biljaka, Odjeljak 1 - Psihotropne tvari sukladno Popisu 1. Konvencije UN-a o psihotropnim tvarima iz 1971. godine. Kemijskim sastavom to su 7,8,9,10-tetrahidro-6,6,9-trimetil-3-pentil-6H-dibenzo[b,d]piran-1- ol, (9R,10aR)-8,9,10,10a-tetrahidro-6,6,9-trimetil-3-pentil-6H- dibenzo[b,d]piran-1-ol, (6aR,9R,10aR)-6a,9,10,10a-tetrahidro-6,6,9-trimetil-3-pentil-6H- dibenzo[b,d]piran-1-ol,(6aR,10aR)-6a,7,10,10a-tetrahidro-6,6,9-trimetil-3-pentil-6H-dibenzo[b,d]piran-1-ol,6a,7,8,9-tetrahidro-6,6,9-trimetil-3-pentil-6H-dibenzo[b,d]piran-1- ol, (6aR,10aR)-6a,7,8,9,10,10a-heksahidro-6,6-dimetil-9-metilen-3-pentil-6H-dibenzo[b,d]piran-1-ol.